# Вашингтон, Ариана
Ариана Вашингтон (англ. Ariana Washington) — американская легкоатлетка, спринтерка, чемпионка мира в эстафете.

## Биография
Ариана Вашингтон родилась 27 августа 1996 года в Сигнал-Хилл, Калифорния. Вашингтон училась в средней школе Лонг-Бич Поли, где занималась легкой атлетикой. Будучи второкурсницей, её команда The Long Beach Poly Jackrabbits выиграла эстафету Пенна. Вашингтон выиграла титулы штата на дистанциях 100 и 200 метров на втором, младшем и старшем курсах средней школы.
Золотую медаль чемпионки мира Вашингтон получила на Лондонском чемпионате 2017 года в составе сборной США в эстафете 4х100 метров. Пробежала в полуфинале, а в финале ее заменила Тори Боуи.